# Melinda Metz
Pour les articles homonymes, voir Metz.
Melinda Metz est auteur américaine de romans pour jeunes adultes. 
Sa série de livres Roswell High (en), qui parlent d'adolescents extraterrestres, est à la base de la série télévisée Roswell de 1999 de la chaîne The WB et de l'autre série télévisée, plus nouvelle, Roswell, New Mexico de la même chaîne. 
Une autre de ses séries, Fingerprints, raconte l'histoire d'une fille dotée de pouvoirs psychiques capable de lire les pensées à partir des empreintes. Melinda Metz a aussi écrit certains livres pour plusieurs séries, comme Buffy contre les vampires, Les nouvelles aventures de Mary-Kate et Ashley Olsen, Ghosts of Fear Street et Chair de poule.  
Elle a aussi collaboré avec des auteurs comme Laura J. Burns (en), avec qui elle a écrit le livre dont la série télévisée Everwood est tirée, et aussi la série télévisée le Wright and Wong. Elle a aussi été autrice anonyme pour la rédaction de deux romans de la série Animorphs. 
Elle vit à Manhattan, New York, avec son chien nommé Dodger.

## Œuvres

### Roswell High
Roswell High est une série de romans pour jeunes adultes écrit par Melinda Metz et publié par Pocket Books (en). La série de 10 livres retrace les aventures de trois adolescents extraterrestres et de leurs amis humains, qui vont à la fictive Ulysses F. Olsen High à Roswell, au Nouveau-Mexique. La série de livres Roswell High (série littéraire) ont été une source d'inspiration pour Roswell (série télévisée)(1999-2002), également connue sous le nom de Roswell High dans certains pays, qui a elle-même engendré un certain nombre de romans dérivés. La deuxième adaptation était une nouvelle conception de la série télévisée Roswell, New Mexico (série télévisée).
Liste de livres
1. La révélation (The Outsider)
2. L'intrus (The Wild One)
3. Pouvoirs secrets (The Seeker)
4. La protectrice (The Watcher)
5. L'étrangère (The Intruder)
6. Le passager clandestin (The Stowaway)
7. La pierre de minuit (The Vanished)
8. Le rebelle (The Rebel)
9. Le renégat (The Dark One)
10. Nouveau départ (The Salvation)

### Fingerprints
Fingerprints est une série de livres portant sur la lycéenne Rachel Rae Voight qui développe une capacité psychique, quand elle touche une empreinte digitale, elle peut entendre la pensée de la personne. Lorsque Rae découvre que quelqu'un veut la tuer, elle doit découvrir des faits sur son passé pour se protéger. Elle possède l'aide de ses amis; Anthony, qui connaît ses mystérieuses capacités, et Yana, qui ne pose pas de questions embarrassantes.
Liste de livres
1. Titre français inconnu (Gifted Touch)
2. Titre français inconnu (Haunted)
3. Titre français inconnu (Trust Me)
4. Titre français inconnu (Secrets)
5. Titre français inconnu (Betrayed)
6. Titre français inconnu (Revelations)
7. Titre français inconnu (Payback)

### Autres
- Animorphs Tome 29 : L'épidémie (Auteur fantôme) (1999)
- Animorphs - Tome 34 : La prophétie (Auteur fantôme) (1999)
- Titre français inconnu (Case of the Creepy Castle) (2000)
- Titre français inconnu (Raven's Point) (2004)

#### Avec Laura J. Burns
- Abomination, Beauport, Brittany, France, 1320 dans Tales of the Slayer, Vol. 2 (2003)
- Buffy contre les vampires : Souvenirs d'Apocalypse (2004)
- Buffy contre les vampires : Colony (2005)
- Titre français inconnu (Everwood: First Impressions)(2004)
- Titre français inconnu (Everwood: Making Choices)(2004)
- Titre français inconnu (Everwood: Worlds Apart)(2005)
- Titre français inconnu (Everwood: Change of Plans)(2005)
- Titre français inconnu (Wright and Wong)
- Titre français inconnu (Crave)
- Titre français inconnu (Sacrifice )